# The Spider’s Lullabye
The Spider’s Lullabye jest szóstym z kolei studyjnym wydawnictwem heavymetalowej grupy King Diamond i został wydany w 1995 roku po raz pierwszy nakładem wydawnictwa Metal Blade oraz pierwszym na którym pojawili się nowi członkowie – gitarzysta Herb Simonsen, basista Chris Estes i perkusista Darrin Athony.
W przeciwieństwie do większości albumów grupy, nie jest to pełny album koncepcyjny, jedynie część utworów odnosi się do tego samego tematu, podobnie jak Fatal Portrait.
Według danych z kwietnia 2002 album sprzedał się w nakładzie 29,224 egzemplarzy na terenie Stanów Zjednoczonych.
Album został zremasterowany i ponownie wydany w 2009 roku przez Andy'ego LaRocque.

## Fabuła w utworach
Pierwsza połowa piosenek na albumie jest różnymi krótkimi historiami, a druga pełną i spójną fabułą.
"From the Other Side"
Utwór opowiada o doświadczeniu eksterioryzacji przez głównego bohatera piosenki, zmuszającego się do powrotu do samego siebie zanim będzie na to za późno.
"Killer"
Piosenka opowiada o ostatnich chwilach mordercy, który zostaje skazany na śmierć poprzez krzesło elektryczne.
"The Poltergeist"
Akcja rozgrywa się wokół łowcy duchów, który zauważa obecność ducha w jego domu. Nie jesteśmy pewni kim jest ten duch i w jakim jest nastawieniu, ale wiemy, że protagonista się go boi. Piosenka kończy się słowami gdzie główny bohater ulega duchowi i pozwala mu zostać z nim "na zawsze".
"Dreams"
Jest to opowieść o człowieku cierpiącym przez przerażające koszmary podczas których spotyka kobiece demony pod postacią małych dziewczynek, które zabierają go do (wydawałoby się) raju po drugiej stronie wodospadów w których pływali. Gdy mężczyzna odkrywa prawdę o dziewczynkach, krzyczy by uciec z koszmaru.
"Moonlight"
Piosenka opowiada o grupce przeklętych dzieciaków,  podobnej do tej filmu z 1960 roku Wioska Przeklętych.
"Six Feet Under"
Utwór ten to alternatywna wersja tego co mogło się wydarzyć w historii z albumów Them i Conspiracy, czyli pogrzebanie Kinga żywcem w szklanej trumnie by cała jego rodzina widziała jego cierpienie w agonii. Opisuje on również rzucanie ziemi na jego twarz i śmianie się z jego bólu przez jego siostrę Missy, co mogłoby się stać gdyby jego matka razem z jego socjopatycznym lekarzem-terapeutą doktorem Landau postanowili go pochować żywcem.
"The Spider's Lullabye"
Tutaj się zaczyna główna fabuła skupiająca się wokół samotnego mężczyzny o imieniu Harry. Cierpi on arachnofobię i chce się jej pozbyć za wszelką cenę.
"Eastmann's Cure"
Kontynuacja historii o Harrym. Znajduje w gazecie reklamę ośrodka specjalizujących się w leczeniu każdych fobii. Po przyjechaniu do "Devil Lake Sanitarium" pojawia się druga postać, Dr. Eastmann, przedstawia się Harry'emu jako przyjazny i miły psychiatra, ale tak naprawdę ukrywa swoje prawdziwe intencje.
"Room 17"
Początek pobytu w szpitalu psychiatrycznym. Harry odważnie czeka na doktora Eastmann'a i jego asystentkę (oryg. Nurse Needle Dear) w tytułowym "Pokoju 17" by zacząć swoje leczenie. Owe "leczenie" to nic więcej, niż sesja tortur dla osoby z arachnofobią. Pielęgniarka wypuszcza pająki pogońcowate z "Pełzającego Pudełka" (oryg. Crawly Box). Następnego dnia Harry narzeka na dziwne uczucie na jego szyi, pogryzienia od pająków i ogromny ból. Dr. Eastmann ignoruje słowa Harry'ego i się nimi nie przejmuje. Tej samej nocy Harry został znaleziony martwy przez personel, okryty jak mucha, od stóp do głów pajęczyną. Dr. Eastmann odkrywa, że Harry umarł "ze strachu", na zawał serca.
"To the Morgue"
Pająki tworzą w pustych oczodołach tworzą swój nowy dom, a Harry razem z innymi pacjentami, którzy umarli z nieznanych powodów są odwożeni do kostnicy.

## Lista utworów
1. From the Other Side (Diamond) – 3:47
2. Killer (LaRocque) – 4:14
3. The Poltergeist (Diamond) – 4:27
4. Dreams (Diamond) – 4:37
5. Moonlight (Diamond) – 4:30
6. Six Feet Under (LaRocque) – 4:02
7. The Spider’s Lullabye (Diamond) – 3:40
8. Eastmann's Cure (Diamond) – 4:30
9. Room 17 (Diamond) – 8:17
10. To the Morgue (LaRocque) – 5:00

Wszystkie teksty utworów zostały napisane przez Kinga Diamonda.

## Twórcy
- King Diamond – śpiew
- Andy LaRocque – gitara
- Herb Simonsen – gitara
- Chris Estes – gitara basowa
- Darrin Anthony – perkusja